# Петр Михалкович
Петр (Петро́к) Миха́лкович — боярин Людина конца, Прусской улицы, крупный новгородский деятель середины XII века, представитель князя в сместном суде.

## История
Летописных свидетельств о Петре мало, скорее всего, он был сыном боярина Михалки.
Известна усадьба Петра, которая находилась на территории Людина конца, сегодня её остатки в составе Троицкого раскопа. По составу находок (берестяные грамоты №№ 819, 834, 855, 821, 850, 870, 877, связанные с судебными тяжбами) ученые определяют, что на этой усадьбе Петр исполнял обязанности княжеского поверенного в судопроизводстве. Работал он вместе с другим знатным новгородцем – Якшей, под которым подразумевают будущего знаменитого (хорошо известного по летописям) новгородского посадника Якуна Мирославича.
Характер дел был очень разным: от бытовых драк до арендных и имущественных разбирательств.
Ряд берестяных грамот новгородского происхождения с упоминанием имени Петра также связывают с Петром Михалковичем и его судейской деятельностью. Это грамоты №№ 812, 821, 850, 870, 877, 885 и др.
Всего насчитывают около 20 грамот, связанных с именем или деятельностью Петра Михалковича.

## Семья
У Петра Михалковича была жена Марья и дочь Анастасия.
Это утверждение основывается на версии, выдвинутой А.А. Гиппиусом и поддержанной и дополненной В.Л. Яниным. По весьма обоснованному мнению этих ученых дочь Петра Михалковича вышла замуж за князя новгородского Мстислава Юрьевича, впоследствии изгнанного новгородцами. По той же версии в честь знаменательного события венчания молодых Петр Михалкович как выдающийся представитель новгородской общины сделал богатый вклад от своего лица и лица своей супруги (вкладная надпись – единственное упоминание о Марье) в ризницу Софийского собора. Им была заказана мастеру Косте серебряная чаша (кратир) с позолотой и гравировкой чернью для совершения Евхаристии.
Кроме того предполагают, что известный Олисей Гречин, остатки усадьбы которого также обнаружены на Троицком раскопе, был сыном Петра Михалковича. Предполагается, что своё прозвище Олисей получил после того как вернулся из Греции, куда бежал вместе с изгнанным шурином князем Мстиславом и Анастасией.